# هاروکو ماتسودا
هاروکو ماتسودا (انگلیسی: Haruko Matsuda؛ زادهٔ ۱۱ ژانویهٔ ۱۹۷۲) بدمینتون‌باز زن اهل ژاپن بود.